# 猎塔湖水怪
猎塔湖水怪是指出没于中国四川省九龙县猎塔湖的神秘动物。

## 目击
- 1994年，一名猎人在猎塔湖边看见一个如恐龙（泛义）般的动物从湖中跃起。数日后，当猎人与其他人再度来到湖边发现一些牦牛尸体，人们认为是湖中水怪猎杀。[1]

- 1998年，一名当地用摄像机拍到奇怪浪花，但并未看见任何动物。

- 2004年6月，两名目击者看见头部约2米、身体似蛇的生物。

- 1998年，目击者洪显烈目击到水怪踪迹，其在随后3年多次前往猎塔湖观察水怪，共目击四十余次。[2]

- 2014年10月，民间团队「海盗王基德团队」前往猎塔湖实地考察，确认CCTV10《走近科学》栏目与日本电视台拍摄到的”发光漩涡“与”怪异涟漪“分别为飞蛾、水黾、微风引起的错觉。[3]